# Alexis Ramírez (poeta)
Alexis Ramírez (1943, San Pedro de Tutule, La Paz, Honduras) es un periodista y poeta hondureño.

## Biografía y carrera
Alexis Ramírez nació en el año de 1943, en el municipio de San Pedro de Tutule, departamento de La Paz. Se graduó en la primera generación de periodistas de la Escuela Superior del Profesorado (hoy conocida como Universidad Pedagógica Nacional Francisco Morazán). La poesía de Ramírez, autonombrado como El loco divino, se caracterizó por un estilo versolibrista irreverente, a pesar de padecer dislexia. Varios de sus escritos fueron publicados en el Boletín 18-Conejo y en la Revista Histórico-Literaria Caxa Real'.

## Obras
- Perro contado (1976)[3]
- Crítica científica vs. crítica de primitivo, el fútbol, la sopa de caracol y otras debilidades catmónicas de la punta (1987)[3]
- Cuenta regresiva (2004)[4]

## Premios y reconocimientos
- Premio de poesía Juan Ramón Molina (1974).[2]
- Reconocimiento en el Centro Cultural de España.[1]